# Немер, Иван
Иван Немер (исп. и итал. Ivan Nemer, родился 22 апреля 1998 в Мар-дель-Плата) — итальянский регбист аргентинского происхождения, проп клуба «Бенеттон» и сборной Италии.

## Биография
Воспитанник аргентинских клубов «Бигуа» (исп. Biguá Rugby Club) и «Мар-дель-Плата» (исп. Sporting Club Mar del Plata). Профессиональную карьеру начал в итальянском клубе «Казале», с 2020 года представляет «Бенеттон». В сборную Италии был вызван впервые 31 октября 2021 года, за сборную Италии дебютировал 6 ноября 2021 года матчем против Новой Зеландии.
27 января 2023 года Немер был дисквалифицирован Итальянской федерацией регби до конца сезона за расистское поведение — под этим федерация расценила то, что Немер подарил банановую кожуру в качестве рождественского подарка игроку сборной Италии, гвинейцу по происхождению Шерифу Траоре. На время дисквалификации его обязали заняться сотрудничеством с проектом Fir Migrants Project.